# Alfonso Camorani
Alfonso Camorani (Cercola, 21 febbraio 1978) è un allenatore di calcio ed ex calciatore italiano, di ruolo centrocampista, tecnico della Virtus Gioiese.

## Carriera
Ha vestito le maglie di Avellino, Campobasso, Ternana, Teramo, Salernitana, Lecce, Fiorentina e Siena (coi bianconeri toscani debutta in Serie A). Nella stagione 2005-2006 è tornato a vestire la maglia dei giallorossi salentini ancora in massima serie.
Nel gennaio 2007 passa in comproprietà al Treviso e nell'estate seguente, dopo essere stato riscattato dai trevigiani, allo Spezia. Il 23 agosto 2008 passa al Pescara e poi nell'estate 2009 viene girato in prestito al Cassino. A gennaio 2010 rientra dal prestito ma viene subito ceduto alla Nocerina. Alla fine del campionato 2010 rientra al Pescara ove rimane per la stagione successiva pur senza mai scendere in campo. Il 31 gennaio 2011 passa in prestito fino a fine stagione al Sorrento. Il 24 agosto 2011 firma con la Casertana, ma qualche mese dopo, il 17 dicembre, viene svincolato. A partire dalla stagione successiva milita in campionati dilettantistici.

## Palmarès

### Club

#### Competizioni giovanili
- Campionato nazionale Dante Berretti: 1

Avellino: 1995-1996

#### Competizioni interregionali
- Coppa Italia Dilettanti (Fase C.N.D.): 1

Campobasso: 1997-1998